# Estrada de Ferro Sorocabana
La Estrada de Ferro Sorocabana fue una compañía ferroviaria brasileña.  Estuvo en actividad desde julio de 1875 hasta octubre de 1971 cuando fue disuelta e incorporada a Fepasa.

## Historia

### Antecedentes

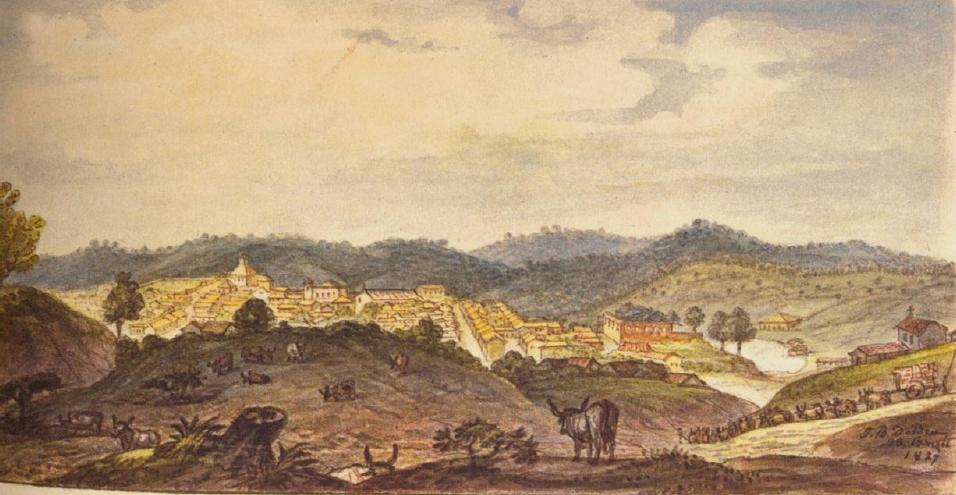
Sorocaba en 1827, retratada por Jean-Baptiste Debret.

En 1589, el bandeirante Afonso Sardinha, el viejo, llegó a la región del morro de Araçoiaba da Serra liderando una empresa en busca de oro. Allí, sin embargo, encontró apenas mineral de hierro. Con eso, intentó aprovechar la abundancia de ese mineral y se instaló en el llamado Vale das Furnas con un primitivo horno y la intención de producir artículos de hierro. La apertura de caminos para los bandeirantes/troperos rumbo al interior del país transformó la pequeña fundición de Sardinha en un primitivo núcleo urbano usado como punto de abastecimiento y descanso. El 15 de agosto de 1654, el capitán Baltasar Fernandes se instaló en las márgenes del río Sorocaba y dio origen al poblado homónimo. Con el pasar del tiempo, Sorocaba se convirtió en un punto de encuentro de troperos y comerciantes que realizaban actividad comercial. Ese movimiento dio origen a la Feira de muares de Sorocaba, criada en 1733. Con la llegada de la familia real a Brasil, don Juan VI mandó que los primitivos hornos de Sardinha fuesen transformados en la Real Fábrica de Hierro São João do Ipanema. Para implantarla, trajo al Brasil a los ingenieros metalúrgicos Carl Gustav Hedberg y Friedrich Ludwig Wilhelm Varnhagen. La ampliación de la fábrica hizo próspera a la región e intensificó el comercio en la feria de muares. Con los recursos adquiridos, los comerciantes sorocabanos se lanzaron al cultivo del algodón. Con la Guerra de Secesión de los Estados Unidos, la producción de algodón en el sur de ese país no podía ser comercializada hacia Europa, la que buscó otros países proveedores. Así, el cultivo del algodón en Sorocaba alcanzó su auge en la década de 1860, cuando el hacendado local Roberto Dias Baptista se convirtió en el mayor productor de algodón de toda la provincia de São Paulo.

### Proyecto e implantación del ferrocarril

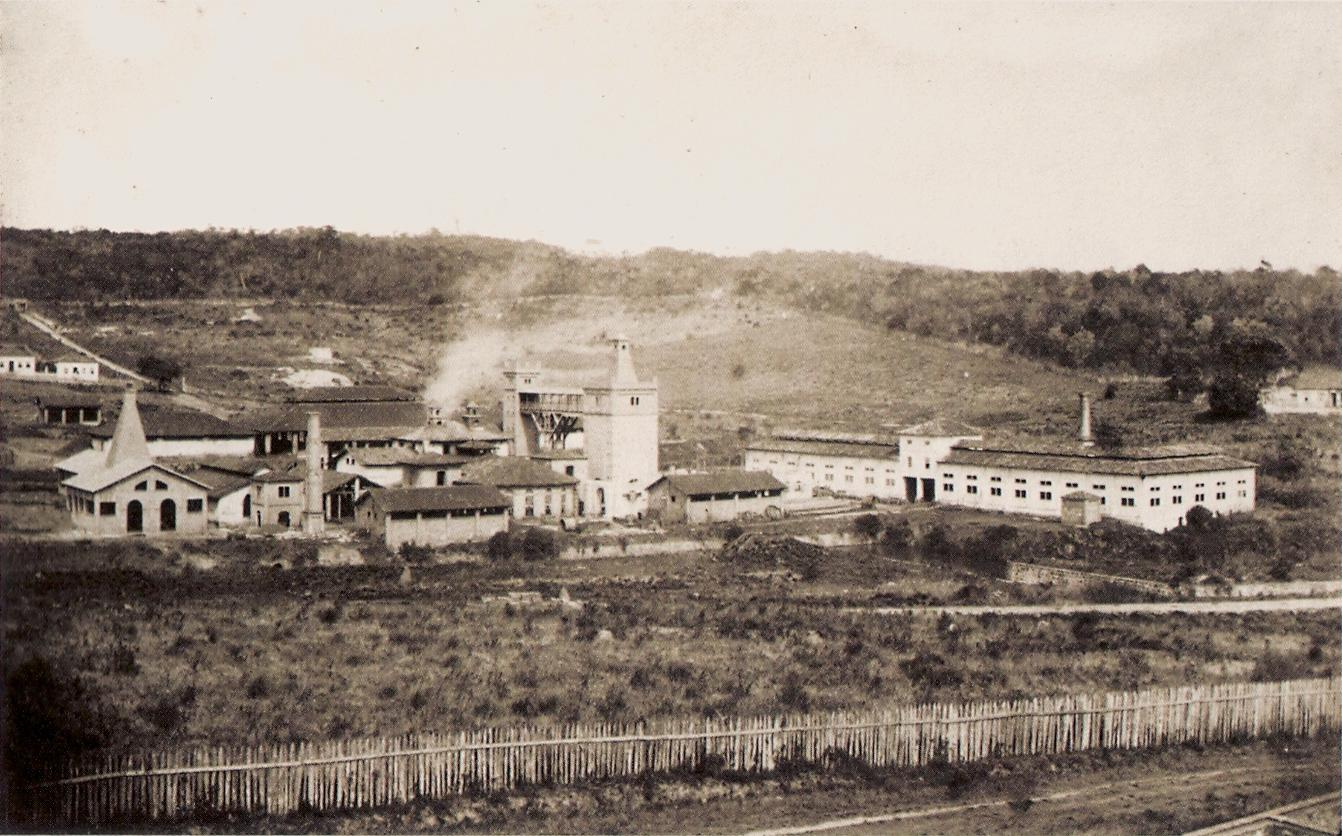
Real Fábrica de Hierro São João do Ipanema, 1884

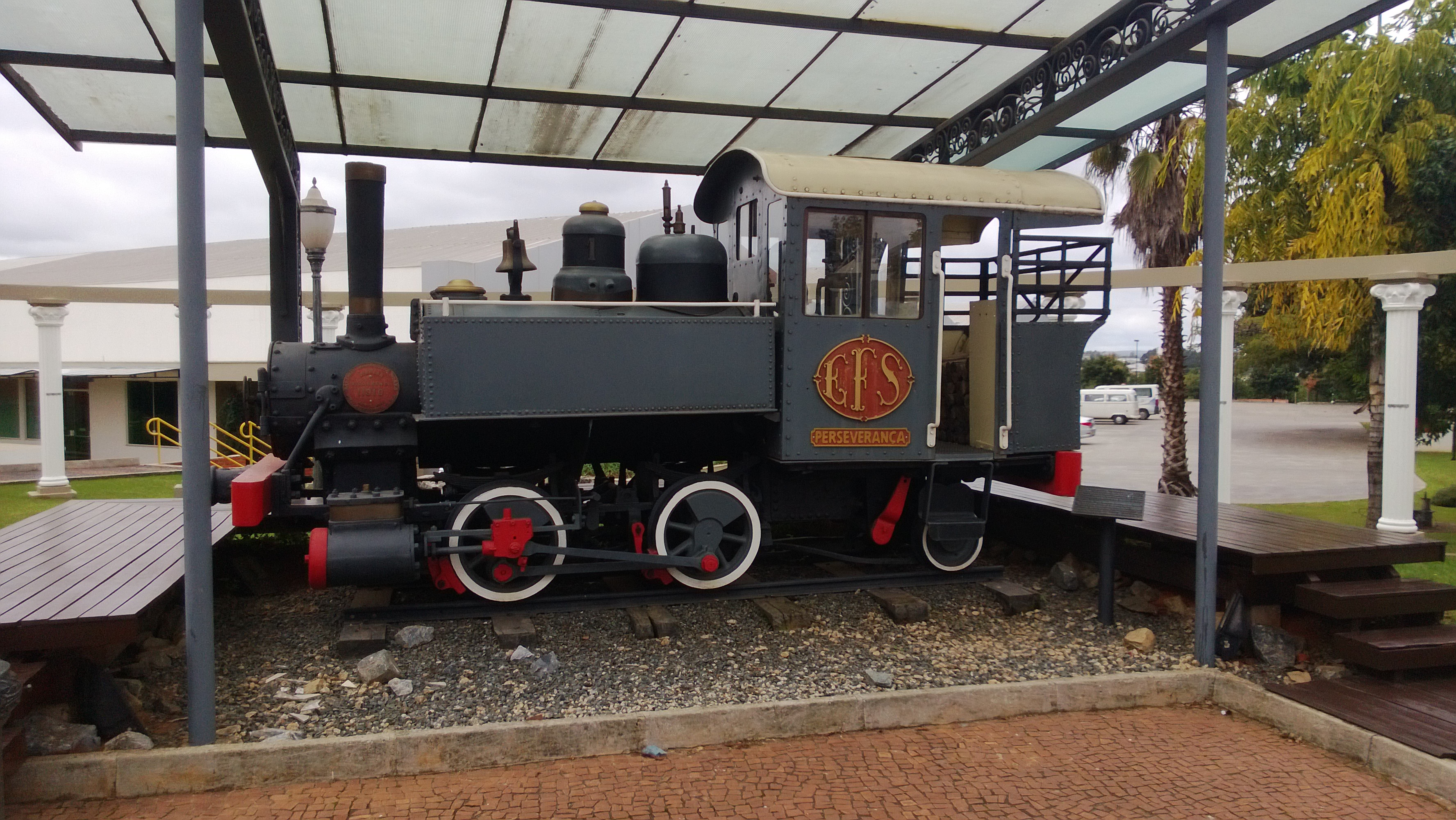
Locomotora expuesta en la sede del periódico Cruzeiro do Sul en Sorocaba, que fue utilizada por el ferrocarril

En 1866, el inmigrante austrohúngaro Luís Mateus Maylasky llegó a Sorocaba. Con formación en ingeniería, encontró en la empresa de Batista una desmotadora de algodón averiada (por falta de mano de obra para repararla) y la puso a funcionar. Esto hizo que el procesamiento del algodón fuera más rápido. Batista invitó a Maylasky a convertirse en gerente de su empresa. Maylasky pronto se convirtió en socio de Batista. Sin embargo, el transporte del algodón hasta São Paulo era precario y limitaba los beneficios de la empresa.
Así que Maylasky propuso construir un ferrocarril que uniera Sorocaba con São Paulo, con una conexión al ferrocarril inglés que daba acceso al puerto de Santos. Maylasky se asoció inicialmente con un grupo de agricultores de Itu que tenían el mismo interés. Tras la constitución de la Companhia Ytuana de Estradas de Ferro, el 20 de enero de 1870, Maylasky se dirigió al Ayuntamiento de Itu y propuso prolongar las vías de la Ituana hasta Sorocaba. Después de ser rechazada por la Compañía Ytuana (cuyo objetivo era sólo atender las demandas de Itu y conectarla a Jundiaí, donde sus vías se encontrarían con las de las compañías São Paulo Railway y Paulista), Maylaski y Batista reunieron a un grupo de algodoneros, agricultores y comerciantes que incluían a Antônio Lopes de Oliveira, Francisco Ferreira Leão, Olivério Pilar, Vicente Eufrásio da Silva Abreu, Ubaldino Amaral, entre otros y abrieron la "Companhia Sorocabana de Estrada de Ferro de Ypanema a São Paulo" el 2 de febrero de 1870 con un capital inicial de 1.200 contos de réis, posteriormente elevado a 4.000 contos. Maylasky obtuvo de la entonces provincia de São Paulo una "garantía de interés" del 7% anual sobre el capital invertido en el ferrocarril. Para atraer a los inversores, Maylasky recorrió Sorocaba y la región a caballo e incluso convenció a los pequeños agricultores de la importancia del ferrocarril.

...¡Aquí está el primer capital suscrito! Con estos dos vinténs reuniremos el capital necesario...
Luís Mateus Maylasky durante una reunión con el grupo de empresarios que se organizaron para fundar la Companhia Sorocabana de Estrada de Ferro de Ypanema a São Paulo el 2 de febrero de 1870

Para atraer el interés del Imperio brasileño, se propuso que el ferrocarril se extendiera hasta la Real Fábrica de Ferro São João do Ipanema, que también podría suministrar parte del material necesario para la construcción. Las obras comenzaron el 13 de junio de 1872.

Exactamente a las 13:00 horas del 13 de junio de 1872, un grupo de hombres armados con palas y azadones inició la construcción del Ferrocarril de Sorocabana (EFS) en el centro de Sorocaba, a orillas del arroyo Supiriri. El ferrocarril, proyectado y financiado por empresarios, tuvo el tramo entre Sorocaba y São Paulo concluído en tres años, un logro incluso para la época actual...
O Estado de S. Paulo

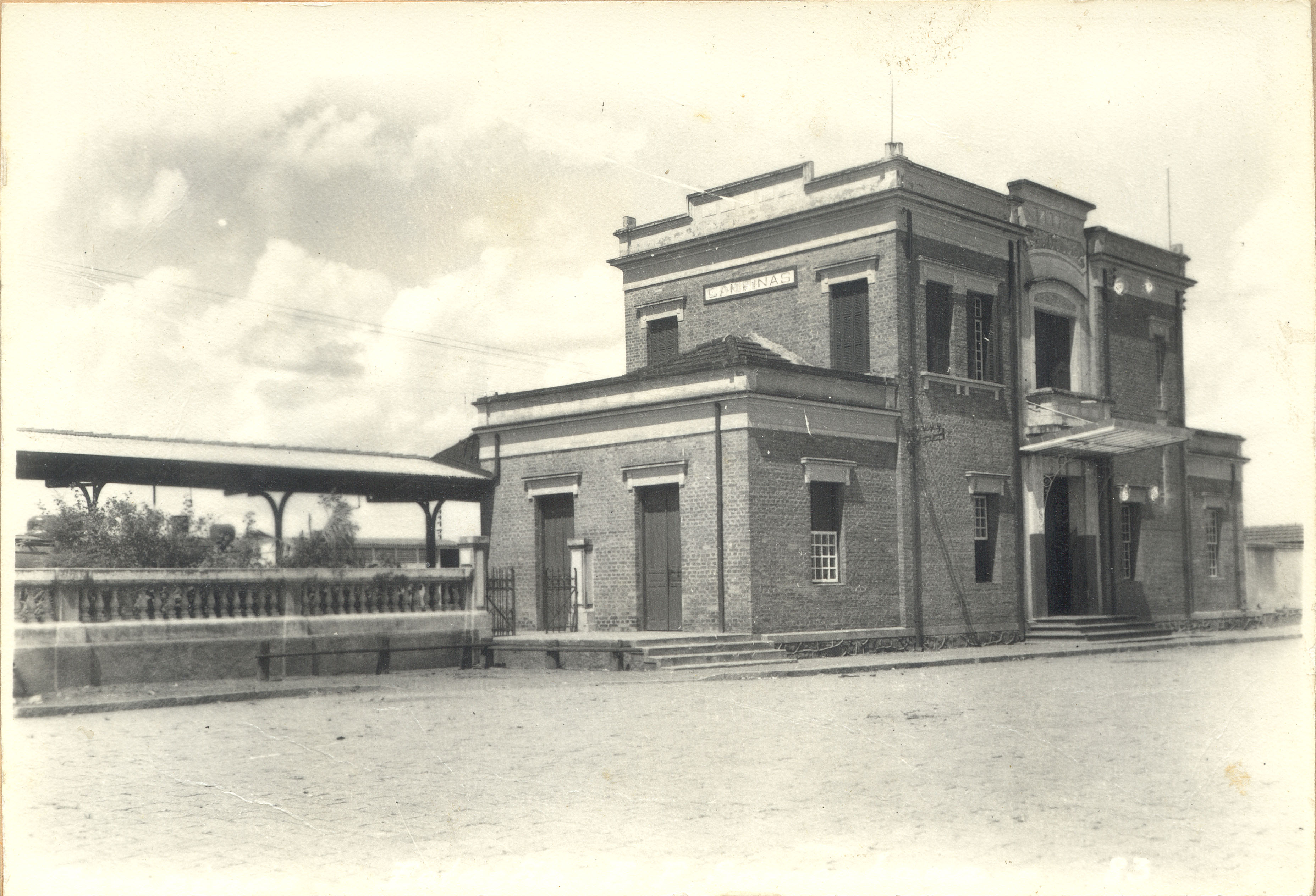
Estación de la Estrada de Ferro Sorocabana, en Campinas (década de 1960).

Para financiar las obras, Mailasky obtuvo un préstamo del banco alemán Deutsch Brasilianische Bankum. Las obras se vieron comprometidas por la quiebra del banco (causada por el pánico de 1873), una huelga de los proveedores de locomotoras y equipos en Europa y un brote de fiebre amarilla en la provincia de São Paulo. Aun así, el ferrocarril se inauguró el 10 de julio de 1875 tras 37 meses de obras. Tras la inauguración, hubo una disputa entre los socios. Un pequeño grupo quería que la vía férrea fuese vendida a un grupo extranjero o asumida por el Imperio, discutiéndose una ley provincial sobre el tema. A finales de 1876, Mailasky consiguió mantener el control de la compañía y la ley fue rechazada.
En 1877 el ferrocarril llegaba a Ipanema y ya se estudiaba su prolongación hasta la región de Paranapanema, aunque el presidente de la provincia de São Paulo Sebastião José Pereira había rechazado un desbloqueo de cien contos de réis creado por la asamblea provincial para patrocinar el proyecto. Sorocabana se vio envuelta en una disputa legal con la Companhia Ituana, que quería ampliar su línea de Piracicaba a Botucatu y obtener los 100 contos de réis. Como resultado, Sorocabana no pudo extenderse más allá de esa ciudad. Mientras Ituana había conseguido el apoyo del presidente Pereira, Sorocabana buscó a Joaquim Manuel Gonçalves de Andrade, vicepresidente de la provincia, como partidario y accionista. La disputa duró todo el año 1877 y sólo terminó cuando Pereira dejó el cargo. Sorocabana pudo así iniciar su proyecto de expansión a Botucatu y la Ituana (que también se vio envuelta al mismo tiempo en otra disputa con la Companhia Paulista de Estradas de Ferro) acabó entrando en decadencia.

### Primera crisis y quiebra

Estación de Maylasky, entre 1885/1889, retratada por Julio Wieczerski Durski. Colección del Arquivo Nacional.

La conclusión de la obra coincidió con el fin del ciclo algodonero y las secuelas del pánico de 1873. Estos acontecimientos provocaron repetidas pérdidas anuales que la gestión de Mailasky fue incapaz de contener. Esto llevó a los accionistas a destituirle de la presidencia del ferrocarril en diciembre de 1880 y nombrar para el cargo al consejero Francisco de Paula Mayrink. Maylasky intentó recuperar la presidencia de la compañía, incluso utilizando medios judiciales, pero fue derrotado y trasladado a Mogi Mirim. Mayrink realizó una auditoría y, con sus resultados, acusó a Mailasky de mala gestión y mal uso de los recursos.
Aunque Mayrink tomó medidas para minimizar las pérdidas de la empresa, la Sorocabana acabó sufriendo problemas económicos y políticos y permaneció inestable durante todo el siglo XIX. Tras la proclamación de la República, Mayrink adquirió la Compañía Ituana de Estradas de Ferro y rebautizó la nueva empresa como Companhia União Sorocabana e Ytuana de Estradas de Ferro. Esta adquisición aumentó el déficit financiero de Sorocabana. El fracaso de la política de especulación bursátil (apoyada por Mayrink) le llevó a ceder el control de la Sorocabana en 1893, siendo sustituido brevemente por el Vizconde de Socorro João José Pereira Júnior. El vizconde, afectado por problemas de salud, abandonó el cargo en 1895. El mayor accionista de la empresa era el periodista João Pinto da Costa Ferreira Leite (1850-1905), que asumió la dirección de la empresa el 1 de marzo de 1895 con el ambicioso plan de hacer de la Sorocabana el mayor ferrocarril de Sudamérica. Dirigiendo la Sorocabana desde Río de Janeiro, Ferreira Leite carecía de experiencia y acumuló muchas deudas mientras dirigía la empresa. Otra de sus empresas, la Companhia Viação Paulista, una compañía de tranvías de São Paulo, fue liquidada por la provincia de São Paulo en 1899 debido a su mala gestión. Ferreira Leite dejó la dirección de la Sorocabana el 19 de enero de 1901 tras la intervención del Tesoro Nacional, que temía la quiebra del ferrocarril. Además, el gobierno federal era el mayor acreedor de las deudas de la empresa. En su lugar, se hizo cargo el interventor nombrado por el gobierno, el comandante Francisco Casimiro Alberto da Costa.
El Comendador Costa descubrió varias irregularidades en las cuentas de la Companhia União Sorocabana y Ytuana de Estradas de Ferro. A pesar de haber intentado una venta o concordato, inyectando 4 100 000 de la Companhia Edificadora, que él presidía, la Sorocabana acabó siendo liquidada mediante sentencia judicial y embargo de sus bienes por el Tesoro Nacional. Posteriormente, el Comandante intentó recuperar la cantidad invertida, presentándose como acreedor del Tesoro. El gobierno federal nombró a Alfredo Eugênio de Almeida Maia director de la Superintendencia de la Companhia Sorocabana el 10 de enero de 1903. Almeida Maia, experimentado ingeniero ferroviario, consiguió regularizar la explotación del ferrocarril y acabó por rescatar las finanzas de la empresa. Esto permitió reanudar la expansión del ferrocarril, resurgiendo y saneando sus cuentas. En enero de 1904, el gobierno federal vendió el ferrocarril al gobierno del estado de São Paulo. A pesar del acuerdo, Almeida Maia siguió al frente de Sorocabana. Posteriormente, en 1907, el gobierno paulista negoció la concesión de las vías por un período de 60 años al grupo Brazil Railway Company (propiedad de Percival Farquhar). A pesar de ser invitado a permanecer en el cargo por los nuevos propietarios, Maia prefirió dejarlo el 30 de junio de 1907.

### Compañía Ferroviaria Sorocabana

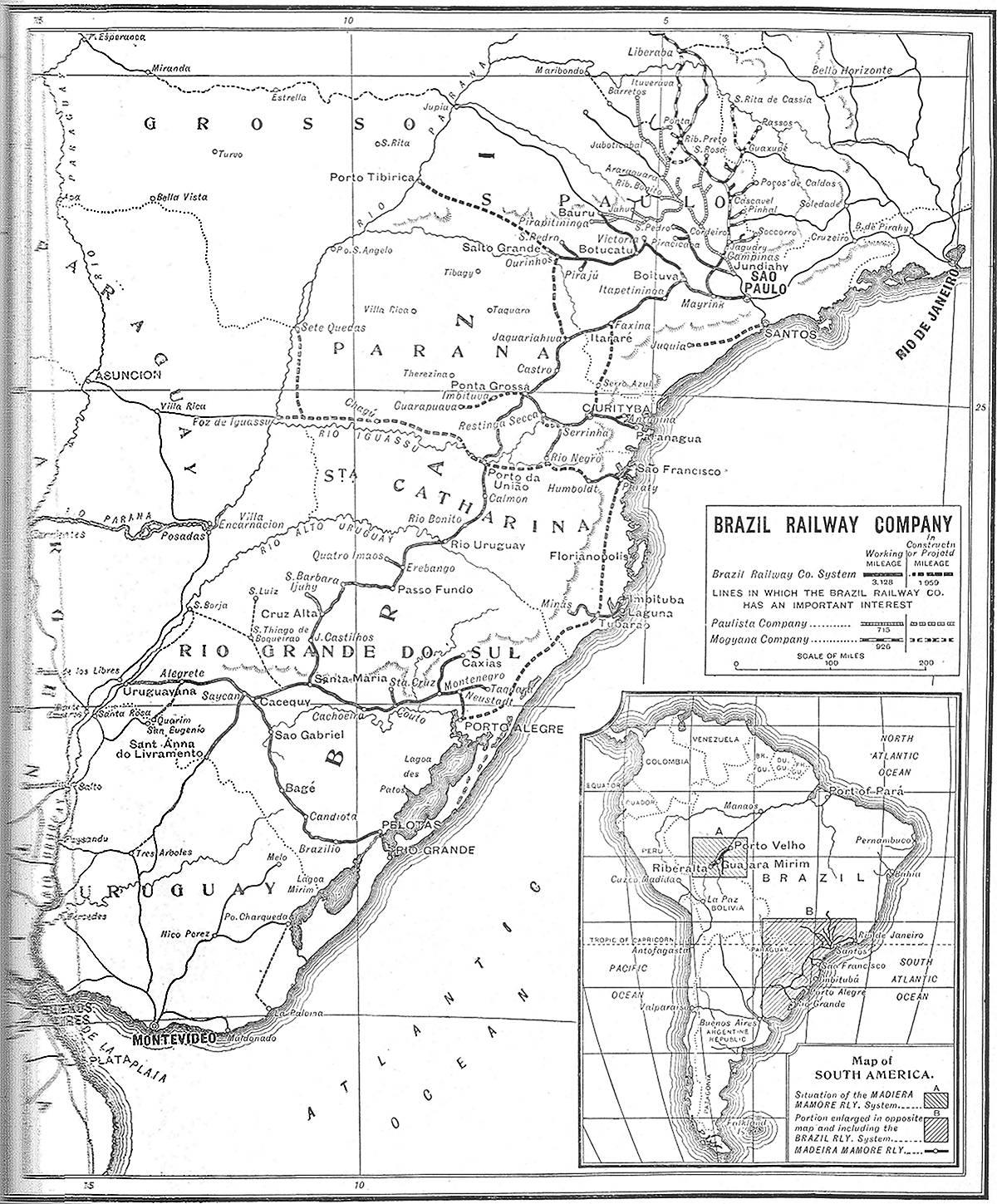
Mapa de la Brazil Railway Company, 1913. La Sorocabana fue el ferrocarril principal principal y el más rentable de la compañía

La Compañía Sorocabana fue concedida por 60 años a la Brazil Railway Company del capitalista norteamericano Percival Farquhar. Rebautizada como Sorocabana Railway Co., la empresa acabó siendo adquirida por Farquhar como punto de partida para la creación de una red ferroviaria en el Centro-Sur de Brasil. La Brazil Railway Company adquirió otros ferrocarriles y concesiones en los estados de Paraná, Santa Catarina y Río Grande del Sur e inició obras de ampliación de sus vías férreas. En 1916, el grupo poseía 11.000 de los 23.000 kilómetros de la red ferroviaria brasileña.
Al hacerse cargo de la Sorocabana en 1907, Farquhar nombró al estadounidense Frank Joseph Egan para dirigirla inicialmente. Egan, en consonancia con los objetivos de Farquhar, trabajó con el gobierno del estado para ampliar el ferrocarril entre Manduri y Ourinhos para integrarlo con el punto de partida del futuro Ferrocarril São Paulo-Río Grande (otra concesión de la Brasil Railway). En 1912, con la Sorocabana en superávit, Egan fue sustituido por H.M. Taylor. Fue el inicio de una gestión caótica, con el ferrocarril sufriendo escasez de vagones (supuestamente desviados al Ferrocarril São Paulo - Río Grande), problemas de mantenimiento, retrasos en el transporte de pasajeros y mercancías e incumplimiento de las cláusulas contractuales en nombre de una política de maximización de beneficios (desviados a otras empresas de Farquhar) y minimización de inversiones que había comenzado en 1911. Taylor fue finalmente sustituido en 1913 por el superintendente de la Light, T.R. Ryan. Ryan no pudo hacer mucho debido al estallido de la Primera Guerra Mundial. Como Farquhar dependía de la inyección de capital europeo para mantener la Brazil Railway (con el banquero francés Hector Legrú a la cabeza del mayor grupo europeo que financiaba la empresa), ésta entró en crisis durante el período. Al mismo tiempo, estalló la Guerra del Contestado provocada por el proyecto ferroviario de Farquhar en la región, causando muchos perjuicios a la Brazil Railway y a los gobiernos de la época.
Para intentar contener la crisis, Farquhar nombró director de la Sorocabana al ingeniero Rudolf Oscar Kesselring el 15 de agosto de 1915. Kesselring, ingeniero civil que había sido uno de los proyectistas y constructores del Ferrocarril Madeira Mamoré y del Noroeste do Brasil, trabajaba con Farquhar desde 1906. A pesar de diagnosticar los problemas de Sorocabana (falta de vagones, mantenimiento de vías y trenes, entre otros), Kesselring no consiguió convencer lo más mínimo a los inversores del ferrocarril para recuperarlo. La degradación de la empresa provocó protestas en los círculos públicos y entre las autoridades. El diputado Júlio Prestes se convirtió en el líder de un grupo que quería la anulación de la concesión de Sorocabana. Con el decreto de quiebra de la Brazil Railway en 1917, la presión para poner fin a la concesión de la Sorocabana creció hasta que, en 1919, el presidente del estado, Altino Arantes, consiguió rescindir amistosamente el contrato mediante la Ley Estadual 1643/1918. La misma ley autorizó al Estado a hacerse cargo del Southern San Paulo Railway] (medida que sólo se concretó en la década de 1920, cuando este ferrocarril acabó incorporándose a la Sorocabana).
En septiembre de 1919, el gobierno de São Paulo volvió a tomar el control del ferrocarril, que pasó a llamarse Estrada de Ferro Sorocabana (EFS).
Calisto de Paulo Souza, segundo "inspector general" de la Sorocabana nombrado por el gobierno del estado, describió la situación del ferrocarril en agosto de 1919:

...los almacenes estaban llenos de mercancías a la espera de ser expedidas, había frecuentes interrupciones del tráfico debido al mal estado de conservación de las locomotoras, los trenes se detenían en las estaciones por falta de agua... el lecho del ferrocarril no ofrecía seguridad...
Calisto de Paulo Souza, Companhia Sorocabana; 1920, p. 3-4

.
| Evolución de la Compañía Ferroviaria Sorocabana (1908-1919)                           | Evolución de la Compañía Ferroviaria Sorocabana (1908-1919) | Evolución de la Compañía Ferroviaria Sorocabana (1908-1919) | Evolución de la Compañía Ferroviaria Sorocabana (1908-1919) | Evolución de la Compañía Ferroviaria Sorocabana (1908-1919) |
| Año                                                                                   | 1908                                                        | 1910                                                        | 1914                                                        | 1919                                                        |
| ------------------------------------------------------------------------------------- | ----------------------------------------------------------- | ----------------------------------------------------------- | ----------------------------------------------------------- | ----------------------------------------------------------- |
| Extensão                                                                              | 1144,2                                                      | 1707,3                                                      | 1864,4                                                      | 1670,4                                                      |
| Locomotivas                                                                           | 83                                                          | 140                                                         | 259                                                         | 124                                                         |
| Vagões                                                                                | 1285                                                        | 2082                                                        | 2970                                                        | 2035                                                        |
| Carros de passageiros                                                                 | 83                                                          | 198                                                         | 244                                                         | 174                                                         |
| Fuentes:Informes anuales de la Estrada de Ferro Sorocabana de 1908 1910, 1914 y 1920. |                                                             |                                                             |                                                             |                                                             |

### Estatización

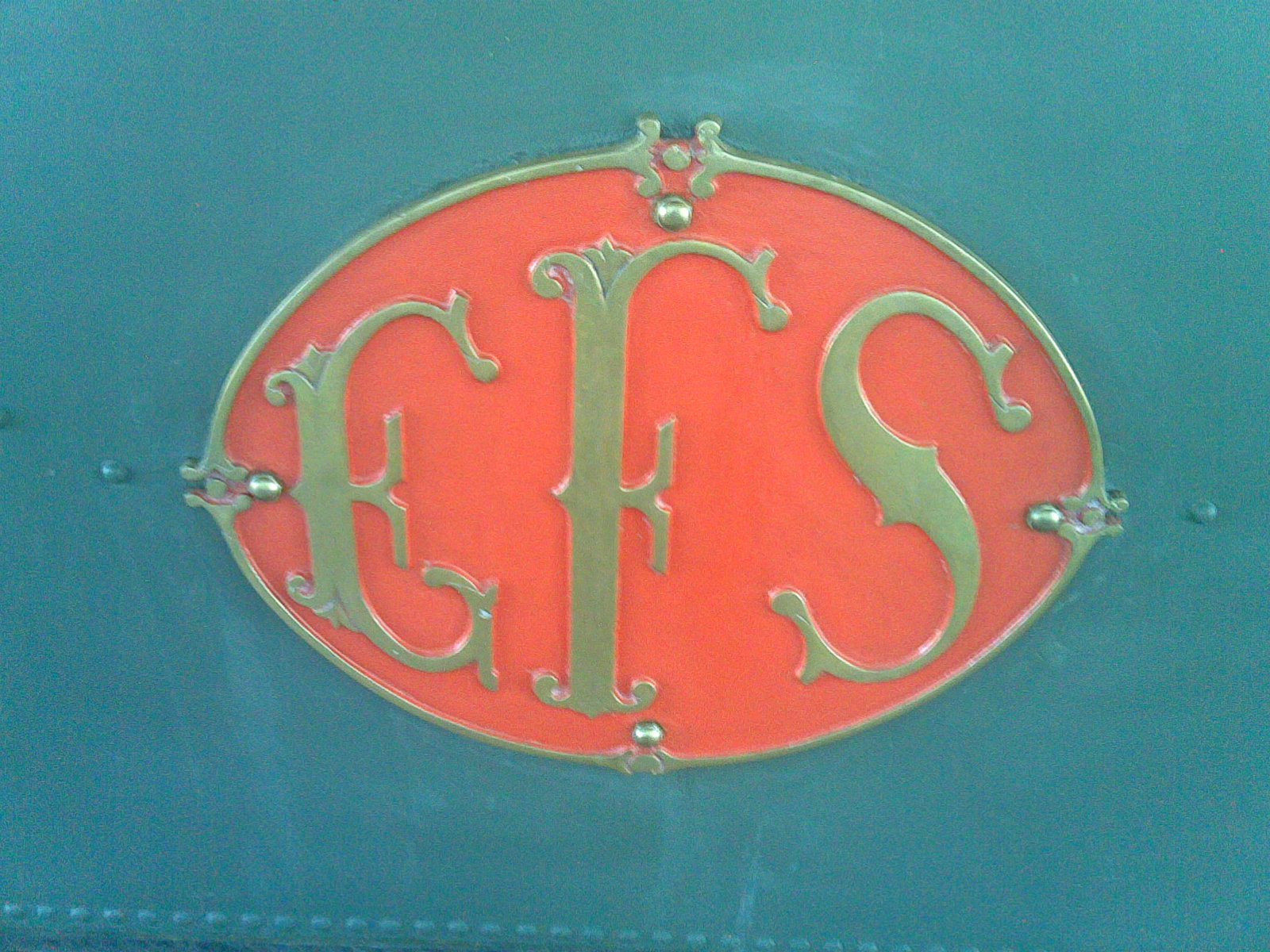
Emblema de la E.F. Sorocabana, adoptado luego de su segunda estatización.

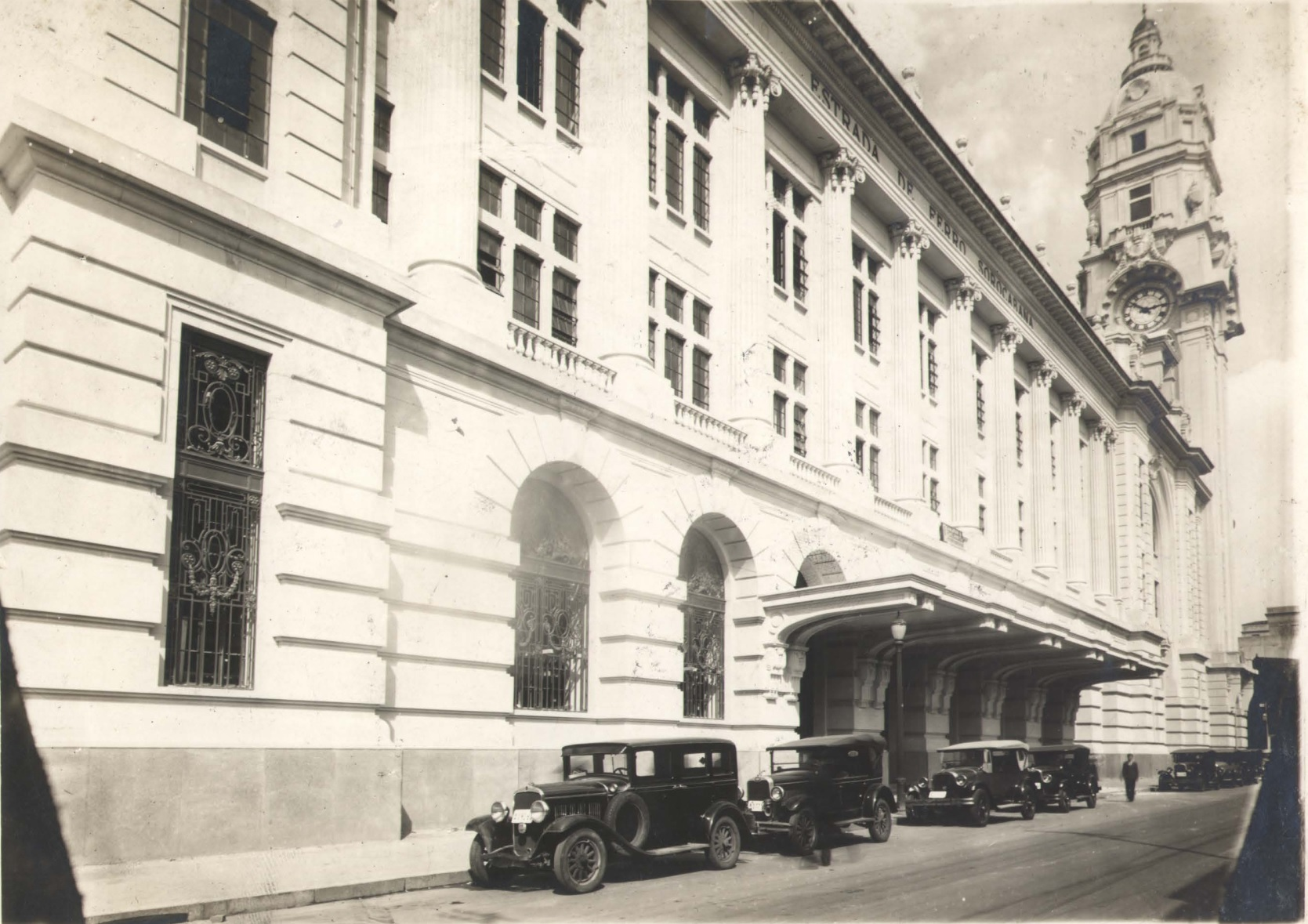
Vista de la Estación São Paulo, 1938. El gobierno estadual construyó entre 1926 y 1938 una nueva estación terminal para albergar la sede de la Sorocabana y rivalizar con la Estación de Luz.
Arquivo Nacional

Luego de que el gobierno paulista reasumiera el control del ferrocarril, Jose de Góis Artigas fue nombrado inspector de la vía férrea. Una de sus primeras medidas fue restablecer la operación segura de la empresa ferroviaria. Artigas dejó el comando de la vía férrea en poco tiempo y Calisto de Paula Souza asumió como nuevo inspector general. En su gestión la Sorocabana empezó la adquisición de nuevas locomotoras y vagones y la reparación de carros de pasajeros y vías férreas gracias a una inversión de 30 millones de réis obtenidos junto al presupuesto del estado. En 1921 la Sorocabana incorporó la vía férrea de la Companhia Agrícola Funilense.
Todavía bajo la administración de Francisco de Paula Mayrink, convencido de que el éxito de la vía férrea estaba condicionado al transporte del café, la expansión de la línea troncal fue proyectada en dirección al Oeste Paulista para llegar hasta las regiones cafeteras. Desde Sorocaba, el ferrocarril se extendió hasta Botucatu y, más tarde, hasta Ourinhos, en la frontera con el estado de Paraná. La pequeña estación de Ourinhos, inaugurada en 1908 principalmente para manejar la carga procedente de la región de la Norte Pioneiro do Paraná, se convirtió en 1924 en un empalme con la Companhia Ferroviária São Paulo-Paraná, que la conectaba con el estado vecino. Con el tiempo, Ourinhos se convirtió en una de las principales estaciones de mercancías y pasajeros de la EFS, debido al gran flujo traído por la SPP, especialmente después de 1932, cuando este ferrocarril llegó a Jataizinho, ya cerca de la naciente ciudad de Londrina. Después de que el Estado se hiciera cargo de la Sorocabana, la expansión de la línea troncal continuó y, en 1922, alcanzó las márgenes del río Paraná - su punto final- en Presidente Epitácio, límite occidental del estado de São Paulo.
Durante la década de 1920, la Sorocabana inició dos grandes proyectos: la rectificación del tramo inicial de la Línea Troncal entre São Paulo y Cotia y el inicio de la construcción de la Línea Mairinque-Santos. Además, el Southern São Paulo Railway fue incorporado por el Sorocabana para permitir el acceso de este último al Puerto de Santos.

### El descenso de la Serra do Mar

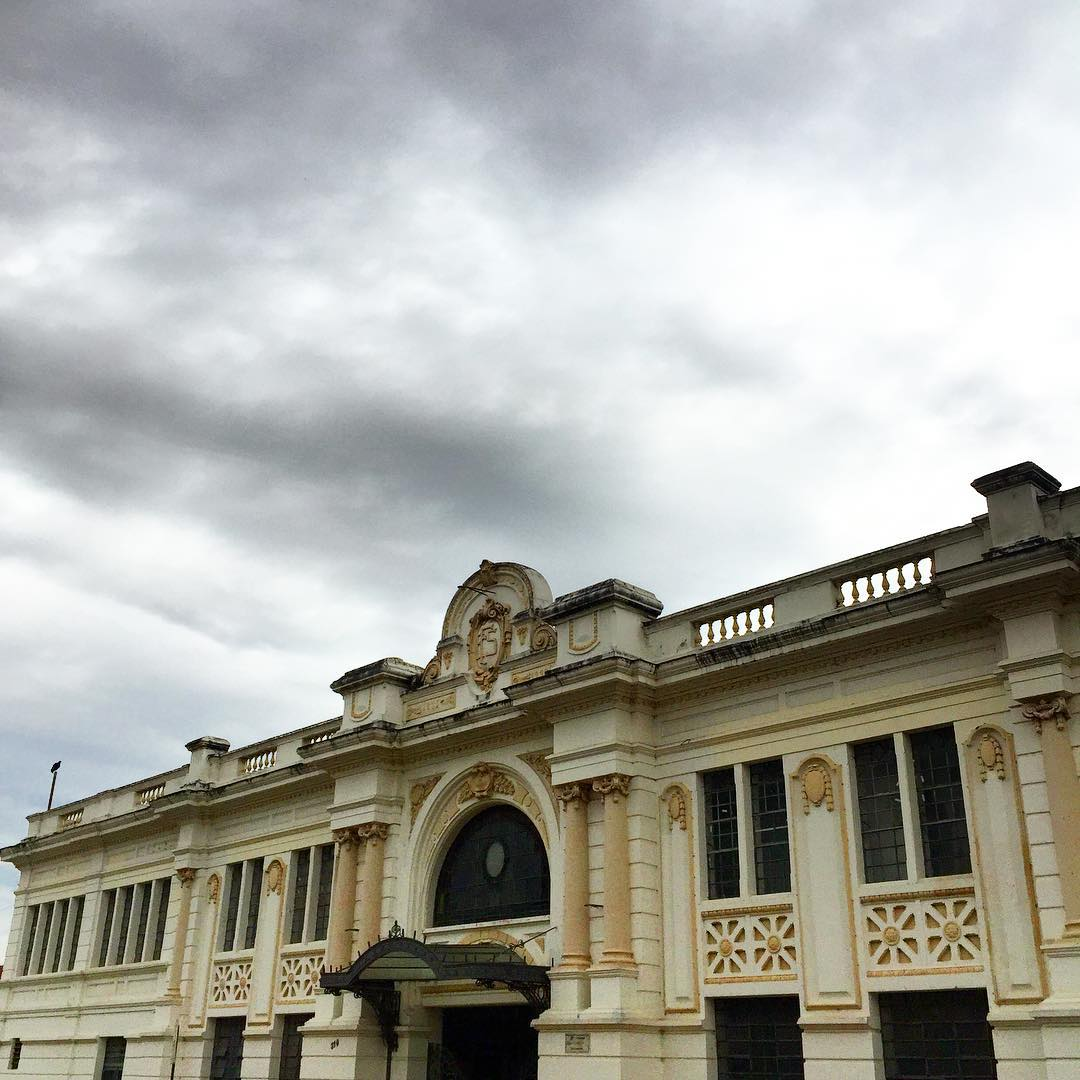
Estación ferroviaria de Sorocaba hoy

Se hicieron numerosos intentos y proyectos para llevar las vías sorocabanas hasta el puerto de Santos, que era atendido -en régimen de monopolio- únicamente por la São Paulo Railway (SPR), popularmente conocida como La Inglesa. Muchos afirmaban que La Inglesa ahogaba el desarrollo del puerto con sus elevadas tarifas. Pero todos estos intentos de traer nuevas vías al puerto de Santos chocaron con el sistema de privilegios de zona. La zona por la que tendrían que pasar las vías pertenecía a la Southern San Paulo Railway Ltda.
El gobierno de Altino Arantes Marques (1916 a 1920) se esforzó para que la Sorocabana pudiera circular por la Serra do Mar, haciendo varios intentos para que el Estado se hiciera cargo de la Southern San Paulo Railway. En 1926, cuando Júlio Prestes de Albuquerque asumió el gobierno del estado consiguió finalmente comprar la Southern San Paulo Railway e incorporó sus líneas a la Sorocabana, con el nombre de línea de Juquiá.
La ciudad de Mairinque fue elegida como punto de partida del ramal, que partía de la línea troncal del ferrocarril y llegaba hasta la línea de Juquiá, ya en la Baixada Santista. El tramo pasó a denominarse Línea Mairinque-Santos. El 10 de octubre de 1927 se iniciaron las difíciles y largas obras de construcción del ferrocarril que descendería por la Serra do Mar, exigiendo la ejecución de complejos desmontes, terraplenes, túneles, viaductos y puentes.
El 2 de diciembre de 1937, el primer tren de pasajeros circuló entre São Paulo y Santos, vía Mairinque, en un viaje experimental, transportando toda la administración de la Sorocabana y representantes de la prensa de São Paulo, Río de Janeiro y Santos. El 10 de diciembre de 1937, los trenes de carga y pasajeros comenzaron a circular normalmente, iniciando así el tráfico regular, lo que puso fin al monopolio de la São Paulo Railway.

### Ramales

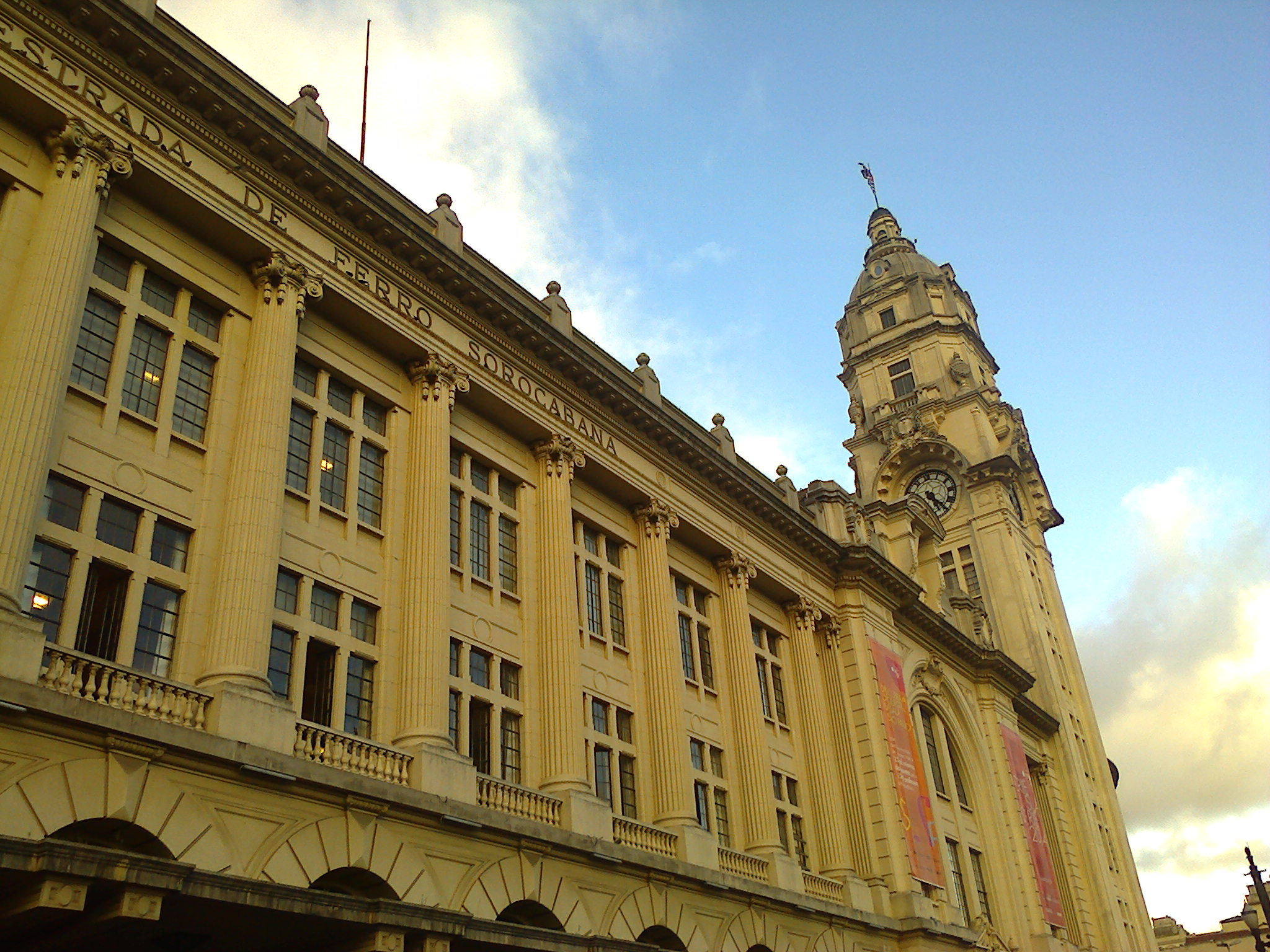
Estrada de Ferro Sorocabana

Además de la Línea Troncal, el Ferrocarril Sorocabana construyó varios otros ramales. En 1909, Sorocabana construyó el Ramal de Itararé que unía Iperó a Itararé, conectando la red ferroviaria paulista a los ferrocarriles de Paraná, por la antigua ruta de los arrieros que viajaban hacia el sur de Brasil. A partir de Itararé, se inició el Ferrocarril São Paulo-Río Grande.
En 1957, se inauguró en el oeste de São Paulo el Ramal Dourados, que unía Presidente Prudente a Teodoro Sampaio. Fue proyectada originalmente por la Sorocabana, en 1953, para llegar a Dourados y Ponta Porã, en el actual estado de Mato Grosso del Sur, con el fin de aprovechar el potencial maderero de la región, aún deshabitada, y tener más facilidad de transporte hacia los grandes centros.
Entre 1952 y 1957, la Sorocabana construyó la Rama de Jurubatuba con el objetivo de acortar la distancia entre la capital y Santos. Partiendo de la línea troncal en la Estación Emperatriz Leopoldina, el ramal llegaba hasta la Estación Evangelista de Souza, en el cruce con la autopista Mairinque-Santos, en la cima de la Serra do Mar, y desde allí descendía hasta el puerto de Santos. Transportando pasajeros y mercancías desde la Estación Júlio Prestes, en el centro de São Paulo, hasta el extremo sur, en la Estación Evangelista de Souza, desde su inauguración en 1957, el ramal acabó convirtiéndose en una de las líneas de cercanías de la capital. Con la creación de Fepasa, en 1971, el ramal dio origen a la Línea Sur de Fepasa.
A partir de la década de 1920, en su tramo inicial -primero hasta Mairinque, luego sólo hasta Amador Bueno - empezaron a circular sobre todo trenes de cercanías.

### Extinción
Sorocabana permaneció bajo el control directo del estado de São Paulo hasta 1971, cuando fue incorporada a Fepasa. A partir de 1996, las líneas de cercanías de la antigua Sorocabana pasaron a ser gestionadas por la CPTM.
En 1998, el gobernador de São Paulo, Mário Covas, transfirió Fepasa al Gobierno Federal, como parte del proceso de renegociación de las deudas del estado. Posteriormente, la Unión transfirió la empresa a la RFFSA, rebautizándola como Malha Paulista, y con la extinción de la RFFSA, las líneas pasaron en concesión al sector privado. 